# Nadlegovanje podrejenih
Nadlegovanje podrejenih je nadlegovanje ali nezaželeno pozornost politične narave, se pogosto pojavljajo v okolju, delovnem mestu, vključno z bolnišnicami, šolami in univerzami. To vključuje vrsto vedenja od blagega draženja in neprijetnosti do hudih zlorab, ki lahko vključujejo tudi prisilno dejavnost izven meja opisu delovnih nalog. Moč nadlegovanje šteje za obliko nezakonite diskriminacije in obliko političnega in psihičnega zlorabljanja, in ustrahovanja.
Mnogi delavci so prisiljeni s strani nadrejenih, da opravlja naloge zunaj svojega opis delovnega mesta in delovnega časa. Gotovo je, da se delavci odpuščeni ali trpi hude posledice, če ne izpolnjujejo ukaze svojega nadrejenega je, kljub temu, da ni upravičena podlaga za takšne naloge. Razmere obstajajo, kadar so zaposleni, obravnavajo na način, ki daleč prekorači mej tega, kar je ustrezno med šefom in njegovo delavcev. Nekdo je v položaju moči, da se nikoli ne bi smela dovoliti, da izvaja pooblastila v ustrahovanja ali diskriminacijski način. To lahko ustvari nesrečno in nevarno delovno okolje, ne samo za tiste, ki nadlegujejo, temveč za celotno delovno silo. Tipični primeri moči nadlegovanja vključujejo:
1. graje pred drugimi kolegi, zapretil z močnim glasom
2. zanemarjanje
3. napačna ocena in degradacija